# 談倫 (弘治進士)
談倫（1461年12月11日—1520年），字敬仲，四川順慶府鄰水縣人，民籍，明朝政治人物。

## 生平
天順五年十一月初十日（1461年12月11日）生。早年為太學生，治《易經》。弘治五年（1492年）壬子科四川鄉試舉人，弘治十五年（1502年）壬戌科二甲第四十九名進士。曾任廣東潮州府知府。

## 紀念
鄰水縣城內上街原有為其所立之進士坊，並崇祀鄉賢祠、潮州府名宦祠。

## 家族
曾祖談必聰；祖父談廣；父談文理，主簿。母陶氏。永感下。兄談儀，弟談仁，談伋、談儼、談僑、談僾。妻章氏；繼妻何氏、李氏。

## 事迹
任潮州府知府，築海口堤數千丈，民居獲安，砌廣信橋，往來得以便利。